# Carmenta laurelae
Carmenta laurelae is een vlinder uit de familie wespvlinders (Sesiidae), onderfamilie Sesiinae.
Carmenta laurelae is voor het eerst wetenschappelijk beschreven door Brown, Eichlin & Snow in 1985. De soort komt voor in het Nearctisch gebied.